# Fly (band)
Fly is een Amerikaans jazzcollectief, dat opgericht is in 2003 en als thuishaven New York heeft. Het trio bestaat uit leden die al met diverse jazzmusici samen gespeeld hebben, toen zij het collectief oprichtten. Zo heeft de ritmesectie deel uitgemaakt van eenj combo rond Brad Mehldau. Grenadier heeft ook bij Pat Metheny gespeeld. In 2008 verwondde Mark Turner vier vingers tijdens zaagwerkzaamheden; de activiteiten waren daarom gering in 2008 en 2009. Het trio, waarbij de drie gelijke inbreng hebben, kreeg een steuntje in de rug mee van Mehldau en Chick Corea.

## Musici
- Mark Turner – saxofoon
- Larry Grenadier – contrabas
- Jeff Ballard – slagwerk

## Discografie
- 2004: Fly
- 2009: Sky & Country
- 2012: Year Of The Snake